# Gianina Cărbunariu
Gianina Cărbunariu est une dramaturge et metteuse en scène roumaine née le 9 août 1977.

## Biographie
Cărbunariu intègre l'université nationale d'art théâtral et cinématographique Ion Luca Caragiale (UNATC) de Bucarest en 1999. Elle met en place en 2002 et avec d'autres étudiants (Andreea Valean, Radu Apostol et Alex Berceanu), le groupe DramAcum qui relance la création théâtrale contemporaine en Roumanie. Cărbunariu sort diplômée de l'UNATC en 2004. Ce groupe souhaite modifier en profondeur le théâtre roumain. Elle met en valeur des écrits contemporains locaux afin de lutter contre le conservatisme idéologique et formel du traditionnel milieu théâtral roumain. Depuis septembre 2005, elle également auteure associée au Théâtre-Studio d'Alfortville.
Sa première pièce Stop the Tempo est mise en scène pour la première fois en 2004 à Bucarest. La pièce est remarquée et Cărbunariu peut la mettre en scène dans de nombreuses théâtres européens. Elle obtient une bourse en résidence du Royal Court Theatre de Londres pendant laquelle elle écrit une nouvelle pièce, mady-baby.edu (renommée ensuite Kebab). La pièce est jouée en particulier au Royal Court Theatre et à la Schaubühne de Berlin,. Ses deux premières pièces (Stop the Tempo et Kebab) se veulent emblématiques de son théâtre "brut, sans concession, oscillant entre énergie de la révolte et désillusions". Ses pièces sont présentées dans le monde entier et se veulent porteuses d'un regard différent sur la Roumanie contemporaine en prenant toujours le soin d'interpeller le spectateur "sur les représentations occidentales du progrès et de la réussite". Ses questionnements tournent autour de l'action collective, de l'intégration communautaire ainsi que des replis identitaires.
Depuis 2011, elle est candidat au Prix Europe Réalités Théâtrales du Prix Europe pour le théâtre.

## Ensemble de ses œuvres
- Irréalités de l'Est sauvage, écrite en 2001 et publié dans l'anthologie Après la censure. Elle a eu le prix de meilleur texte dramatique au concours Camil Petrescu du ministère de la culture[2].
- Honey, écrite en 2001 a été inclus dans le spectacle Ocean Café, qui a été mis en scène par Radu Afrim, Teatrul Tineretului, et Piatra Neamt[2].
- Comment pourrais-je être un oiseau? mise en scène en 2002, réalisée avec Matei Visniec, et le Centre Culturel Nicolae Balcescu, à Bucarest[2].
- Ostinato, mise en scène en 2003, écrite par Cristi Juncu (texte de dramAcum) et le Studio UNATC[2].
- Je m'appelle Isbjorg, mise en scène en 2003, écrite par Havar Sigurjonsson (traduction dramAcum), et le Studio Casandra à Bucarest[2].
- Fortune aide l'audacieux mise en scène en 2004, écrite par F. X. Kroetz au théâtre Act à Bucarest[2].
- Anatema, mise en scène en 2004, écrite par Carmen Vioreanu (texte dramAcum)[2].
- Stop the Tempo, mise en scène en 2004 à Bucarest. Produit par Persona et théâtre LUNI de green hours à Bucarest[1]. Elle raconte l'histoire de trois jeune roumains solitaires, et perdues qui désirent faire sauter les plombs des boîtes de nuit, supermarchés et théâtre de leur ville[1].
- Mady-baby.edu écrite et mise en scène en 2005 par Gianina Carbunariu[6]. Produit par DramAcun et le théâtre Foarte MIC de Bucarest[1]. "Madalina est une jeune adolescente née à Bucarest qui aspire à devenir une star. Naïve, elle est prête à croire tout ce qu’on lui dit. Son chemin vers la célébrité croisera celui de Voicu qui lui fera la promesse de l’emmener en Irlande pour réaliser son rêve. Dans l’avion vers l’Europe du Nord, Madalina rencontrera Bogdan, un jeune étudiant en arts visuels. Cependant, cette quête de gloire et richesse aura un prix. "[7]
- TRAFIC, écrite en 2005 en collaboration avec l’association OIM[2].
- All these guys look like our parents, écrit en 2005, texte inclus dans le projet Broken Voices, New Company, à Londres[2].
- Terrorism, mise en scène en 2005, avec Olegb et Vladimir Presniakov au Teatrul foarte mic à Bucarest.
- Stop the Tempo mise en scène par Christian Benedetti en 2005 au Théâtre Studio Alfortville[2].
- DJ Pirate, commandée en 2006 par Marine Bachelot Nguyen (Compagnie Lumière d'août) pour les Courtes Pièces Politiques[2].
- Kebab, mise en scène par Christian Benedetti en 2007 au Théâtre Studio Alfortville[2].
- Sado Maso Blues Bar, mise en scène en 2007, écrite pas Maria Manolescu au Teatrul foarte mic à Bucarest[2].
- Some news from the future, mise en scène et écrite en 2008, présentée au Festival international de Timisoara. Réalisé avec le Teatrul foarte mic à Bucarest[2].
- Avant hier Après demain (Nouvelles du futur) mise en scène par Christian Benedetti en 2008 au Théâtre Studio Alfortville[2].
- Sold Out, mise en scène et écrit en 2010, produit par le Kammerspiele de Munich[2].
- La Guerre est finie qu'est-ce qu'on fait ? mise en scène par Christian Benedetti en 2009 au Théâtre Studio Alfortville
- 20/20, mise en scène en 2012. Elle a notamment été la première pièce roumaine jouée à l'occasion du London International Festival  of Theatre la même année. Le titre est une référence à la date du 20 mars 1990 où les roumains et les hongrois se sont battus ainsi qu'aux vingt années qui sont passées depuis. Il y a aussi une référence ophtalmologique au fait qu'avoir 20/20 points de vision permet d'avoir une vision très nette des choses. Elle a été jouée par cinq roumains et cinq hongrois. C'est une production bilingue, marquée d'humour, elle exprime un nationalisme violent et parle de préjudice, de perte de con iance et de l'aliénation qu'a subit la Roumanie post-communiste et qui est encore aujourd'hui au cœur de nombreux conflits mondiaux. Elle a gagné le prix du jury du National Theatre Festival et le prix Rivalda du théâtre Thalia de Budapest[8].
- Solitarite, écrite et mise en scène en 2013 dans le cadre de la création du Festival In d'Avignon pour le projet "Villes en scènes"[2]. Sa pièce présentée en roumain a été surtitrée en français et en anglais. Elle a été créée au Théâtre national de Sibiu en Roumanie. Elle se présente en cinq actes. Cette pièce dresse "un état des lieux sévère de la classe moyenne roumaine entre des fonctionnaires qui souhaitent instaurer une ligne de démarcation pour séparer les populations en ville et un couple qui s’interroge sur les bienfaits et les méfaits d’avoir une baby-sitter d’origine philippine pour garder leur enfant"[7].
- La Tigresse, écrite en 2014 a été enregistré au Festival "La Mousson d'été" à l'Abbaye des Prémontrés de Pont-à-Mousson en Lorraine puis diffusé sur France Culture[2].
- Typographie Majuscule
- À vendre
- en 2017 elle est nommée directrice du Teatrul Tineretului de Piatra Neamt

## Œuvres traduites en français
- Stop the tempo & Kebab éditions actes Sud
- Avant hier, après demain : Nouvelles du futur (2008), traduit du roumain par Mirella Patureau, L'Espace d'un instant, Paris, 2011,  (ISBN 978-2-915037-64-7)

## Apparitions dans des Festivals
- Festival International de Sibiu en 2003, avec Je m'appelle Isbjorg de Havar Sigurjonsson[2].
- Festival National I.L. Caragiale en 2003,  avec Je m'appelle Isbjorg de Havar Sigurjonsson[2].
- Festival de théâtre "Underground" en 2004, avec Stop the Tempo.[2]
- Festival International de Sibiu en 2004, avec Stop the Tempo.[2]
- Festival National de théâtre I.L. Caragiale en 2004, avec Stop the Tempo.[2]
- Fringe Festival à Dublin en 2004, avec La mélodie préférée de F.X. Kroetz[2].
- Biennale "New Plays froms Europe", à Wiesbaden en Allemagne en 2004, avec Stop the Tempo.[2]
- Festival de théâtre des Amériques en tant qu'invitée par l'Association Théorème et l'Office Franco-Québécois de la jeunesse, dans une délégation européenne en 2005[2].
- Festival International de théâtre KONTAKT, en Pologne en 2005, avec Stop the Tempo.[2]
- Festival d'Avignon IN en France en 2014, avec Solitarite, dans le cadre du projet "villes en scène"[2].